# Stadio Miloš Obilić
Lo stadio Miloš Obilić (in serbo Стадион Обилић?) è lo stadio di calcio della squadra di calcio FK Obilić, si trova a Belgrado nel quartiere Vračar. Lo stadio prende il nome dal cavaliere serbo e nobile Miloš Obilić e venne edificato nel 1951. L'impianto dispone di 4.508 posti, tutti a sedere sulle due tribune laterali, ed ha ospitato tre partite valide per il Campionato europeo di calcio Under-17 2011, oltre a vari incontri che la squadra ha giocato nelle coppe europee, tra i quali spicca quello del 26 Agosto 1998, ritorno del secondo turno di qualificazioni per la Champions League contro il Bayern Monaco, terminato 1-1.
Lo stadio viene utilizzato anche da altre squadre belgradesi, soprattutto dal FK Voždovac quando il suo impianto, il modernissimo Bojan Majiċ Stadion, costruito sul tetto del centro commerciale, non supera le verifiche di ordine pubblico.